# Épiphonème
L'épiphonème (substantif masculin), du grec épiphonema, ("exclamation", phonein: "parler) est une figure de style qui consiste à placer une formule sentencieuse, qui exprime une opinion générale souvent présentée comme non contestable, au début ou à la fin d'un ensemble textuel plus vaste. Il peut alors servir de conclusion ou de justification. On parle d'épiphonème en poésie (ou epifonema) lorsqu'il y a clôture d'une strophe par un proverbe. Elle est proche de la sentence et de l'apologue.

## Exemples
« Deux coqs vivaient en paix: une Poule survint,

Et voilà la guerre allumée.

Amour, tu perdis Troie ; et c'est de toi que vint

Cette querelle envenimée,

Où du sang des Dieux même on vit le Xanthe teint.

Longtemps entre nos Coqs le combat se maintint … »

— Jean de La Fontaine, Les deux Coqs

« Il baise avec respect ce funeste présent;

Il implore à genoux le bras du Tout-puissant;

Et, plein du monstre affreux dont la fureur le guide,

D'un air sanctifié s'apprête au parricide.

Combien le cœur de l'homme est soumis à l'erreur ! »

— Voltaire, La Henriade

## Définition

### Définition linguistique
L'épiphonème consiste à insérer dans un discours un groupe de mots à valeur proverbiale, ou un commentaire d'auteur de portée générale. Le syntagme inséré est souvent autonome dans son fonctionnement syntaxique. L'épiphonème est très employé dans les fables. Au sens originel, l'épiphonème désigne "la parole ajoutée" et par extension une exclamation sentencieuse qui termine un développement comme le note Victor Hugo dans Les Misérables : « L'avocat avait tiré de là quelques épiphonèmes, malheureusement peu neufs, sur les erreurs judiciaires »
Par extension, la figure en vient à désigner toute digression brève et sentencieuse qui consiste à interrompre un récit pour émettre un commentaire, et en particulier dans les fables de Jean de La Fontaine où elle prend place soit dans la moralité soit dans l'exorde :

« il n'eut pas fait cent pas,

Que par son compagnon il fut mis en éclats,

Sans qu'il eût lieu de se plaindre.

Ne nous associons qu'avecque nos égaux;

Ou bien il faut craindre

Le destin d'un de ces Pots »

— Jean de La Fontaine, Le Pot de terre et le Pot de fer

### Définition stylistique
L'épiphonème à forme exclamative se trouve souvent à la fin d'un discours dans la péroraison :

« Au lieu de déplorer la mort des autres, grand prince, dorénavant je veux apprendre de vous à rendre la mienne sainte: heureux si, averti par ces cheveux blancs du compte que je dois rendre de mon administration, je réserve au troupeau que je dois nourrir de la parole de vie les restes d'une voix qui tombe, et d'une ardeur qui s'éteint! »

— Jacques-Bénigne Bossuet, Oraison funèbre de très haut et très puissant prince Louis de Bourbon
En littérature, elle permet une intervention et un commentaire direct de l'auteur dans son œuvre ; elle est alors proche de l'épiphrase, comme chez Honoré de Balzac qui la pratique couramment.